# 医王山スキー場
医王山スキー場（いおうぜんスキーじょう）は、石川県金沢市俵町にあるスキー場である。正式名称は金沢市営医王山スキー場。金沢市の市営スキー場で、金沢市スポーツ事業団が指定管理者として管理運営を行っている。

## コース
- ファミリーコース（初心者・初級）
- ダイナミックコース（上級）
- チャレンジコース（中級）
- 林道コース（初級）
- ソリコース

## リフト
リフトは2基設置されている。
- ファミリーシングルリフト（1人乗り、全長241メートル）[4]
- ペアリフト（2人乗り、全長418メートル）[3][4]

## 施設
- キゴ山ビジターハウス（休憩所、自動販売機設置）[3]
- 駐車場（500台、無料）

## アクセス
路線バス
- 金沢駅から北陸鉄道バス13番・14番「医王山スポーツセンター前」行きで「医王山スキー場前」下車。

自動車
- 北陸自動車道金沢西ICから約30分。